# Các nước kém phát triển nhất

Nước kém phát triển
Nước kém phát triển trước đây

Các nước kém phát triển nhất là những quốc gia chậm phát triển nhất (xét cả về mặt kinh tế lẫn xã hội) trong số các quốc gia đang phát triển theo đánh giá của Liên Hợp Quốc. Quốc gia kém phát triển nhất còn được gọi là quốc gia nghèo nhất, hoặc thế giới thứ tư.

## Tiêu chí xác định quốc gia kém phát triển nhất
Năm 2003, Liên Hợp Quốc đã quy định dựa vào các tiêu chí sau để xác định một quốc gia kém phát triển nhất và một số tổ chức kinh tế quốc tế như WTO cũng chấp nhận cách phân loại này của Liên Hợp Quốc:
- Mức thu nhập thấp: Giá trị bình quân của chỉ số Tổng thu nhập quốc gia trên đầu người hàng năm trong vòng ba năm dưới 750 đô la Mỹ.
- Nguồn lực con người nghèo nàn: Chỉ số tài sản con người thấp hơn một mức nhất định.
- Nền kinh tế dễ bị tổn thương: Chỉ số mức độ dễ tổn thương về kinh tế thấp hơn một mức nhất định.

Điều kiện để một quốc gia thoát khỏi nhóm những nước chậm phát triển nhất là quốc gia đó phải có ít nhất hai trong ba chỉ tiêu nói trên cao hơn một mức nhất định trong vòng hai năm liên tục. Tuy nhiên, nếu một mình chỉ số tổng thu nhập quốc dân trên đầu người vượt mức 900 đô la Mỹ thì quốc gia cũng có thể không còn bị coi là nước nghèo nhất.

## Danh sách nước kém phát triển nhất

### Châu Phi(32 nước)
| - Angola - Bénin - Burkina Faso - Burundi - Trung Phi - Tchad - Comoros - Cộng hòa Dân chủ Congo - Djibouti - Eritrea - Ethiopia | - Gambia - Guinée - Guiné-Bissau - Lesotho - Liberia - Madagascar - Malawi - Mali - Mauritania - Mozambique - Niger | - Rwanda - Senegal - Sierra Leone - Somalia - Nam Sudan - Sudan - Tanzania - Togo - Uganda - Zambia |

### Châu Á(9 nước)
- Afghanistan[2]
- Bangladesh
- Campuchia
- Timor-Leste[3]
- Laos[2]
- Myanmar
- Nepal[2]
- CHDCND Triều Tiên
- Yemen

### Châu Đại Dương(3 nước)
- Kiribati[3]
- Quần đảo Solomon[3]
- Tuvalu[3][4]

### Châu Mỹ(1 nước)
- Haiti